# Аномалия
«Аномалия» (укр. «Аномалія») — перший альбом української співачки Міки Ньютон, випущений у 2005 році.

## Список композицій
1. Аномалия
2. Арлекино
3. В плену
4. Пожарные
5. Факт
6. Лунопарк
7. Гагарин
8. Yes
9. Цунами
10. Убежать
11. Белые Лошади
12. Радио-Девочка
13. Лунапарк (remix)

## Сингли та відео

### Аномалия
Аномалия — перший сингл з альбому, що вийшов 2005 року. Пісня часто лунала у російських телесеріалах та фільмах (серед них: «Кадетство», «Курсанти» та інші). До пісні було відзнято відеокліп, що 2005 року потрапляв до ефірів українських та російських телеканалів.
На відео Міка Ньютон показана на сцені актової зали навчального закладу, що постає у різних ролях, які пізніше заміняє грою з рок-гуртом. Весь цей час за сценою знаходиться завуч, що спостерігає за виступом колективу та проникається їхньою грою. Наприкінці відео завуч виходить на сцену та роздратовано намагається виконати пісню «Аномалия».

### Убежать
Убежать — пісня з альбому «Аномалия» 2005, до якої було відзняте відео. На відео показано дитинство Міки Ньютон у підлітковому віці, коли мають місце сварки з рідними людьми. На початку до сестри героїні навідуються дві подруги «легкої поведінки», що намагаються забрати її, але Міка, не даючи їй піти з дому, свариться з нею та, зрозумівши, що ніхто з рідних не звертає на неї уваги, йде до нічного клубу, де разом з гуртом дає концерт. При поверненні додому Міка свариться з матір'ю, після чого її підтримує сестра, якій вона, відчувши підтримку, віддає гроші.